# رينو 15 و17

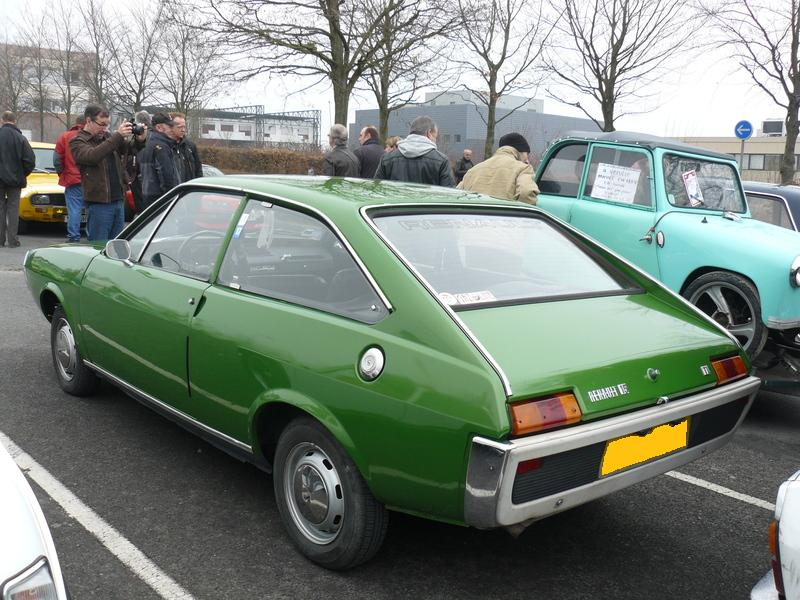
رينو 15 (1971–1976)

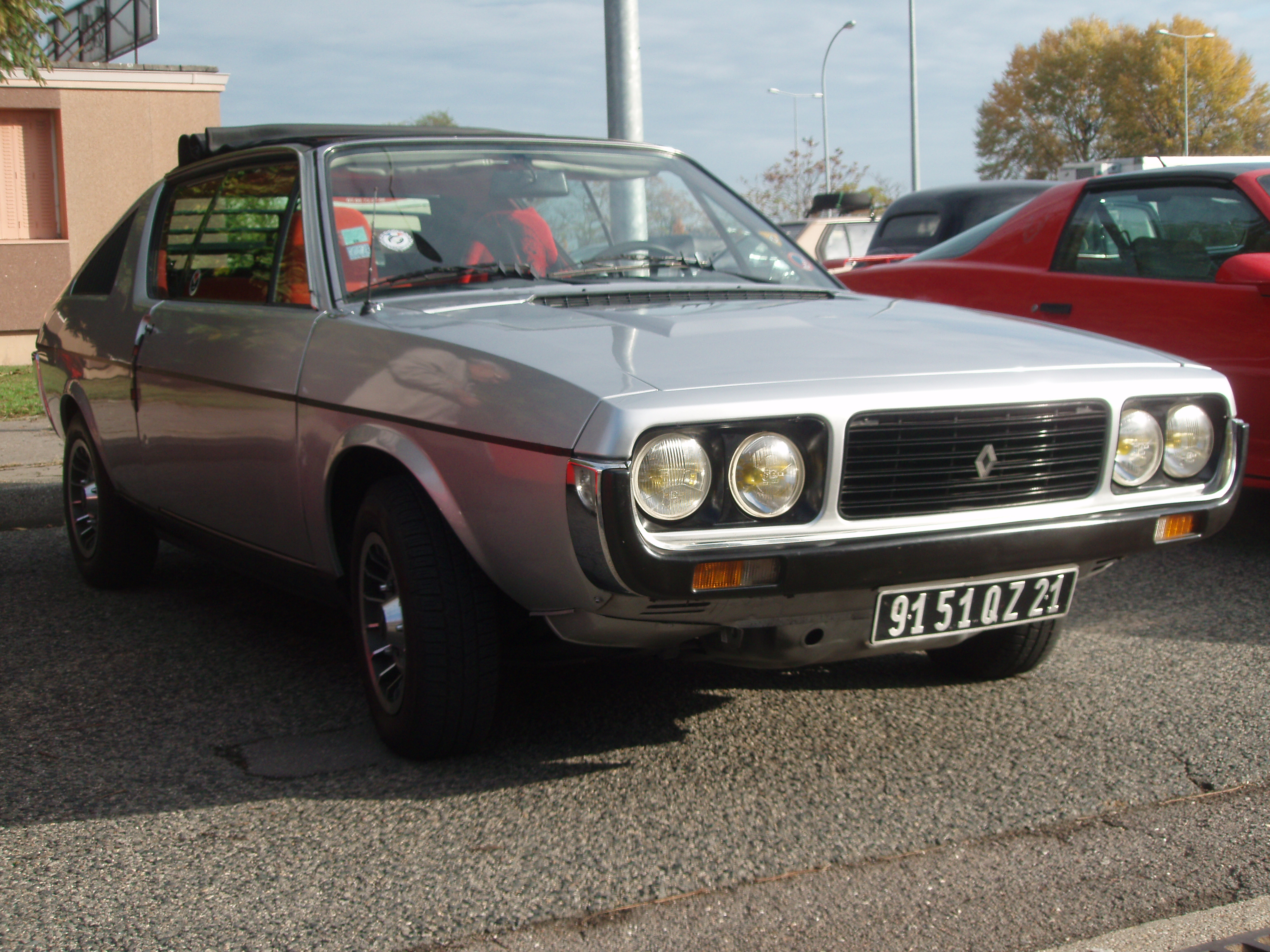
رينو 17 كوبيه (1976–1979)

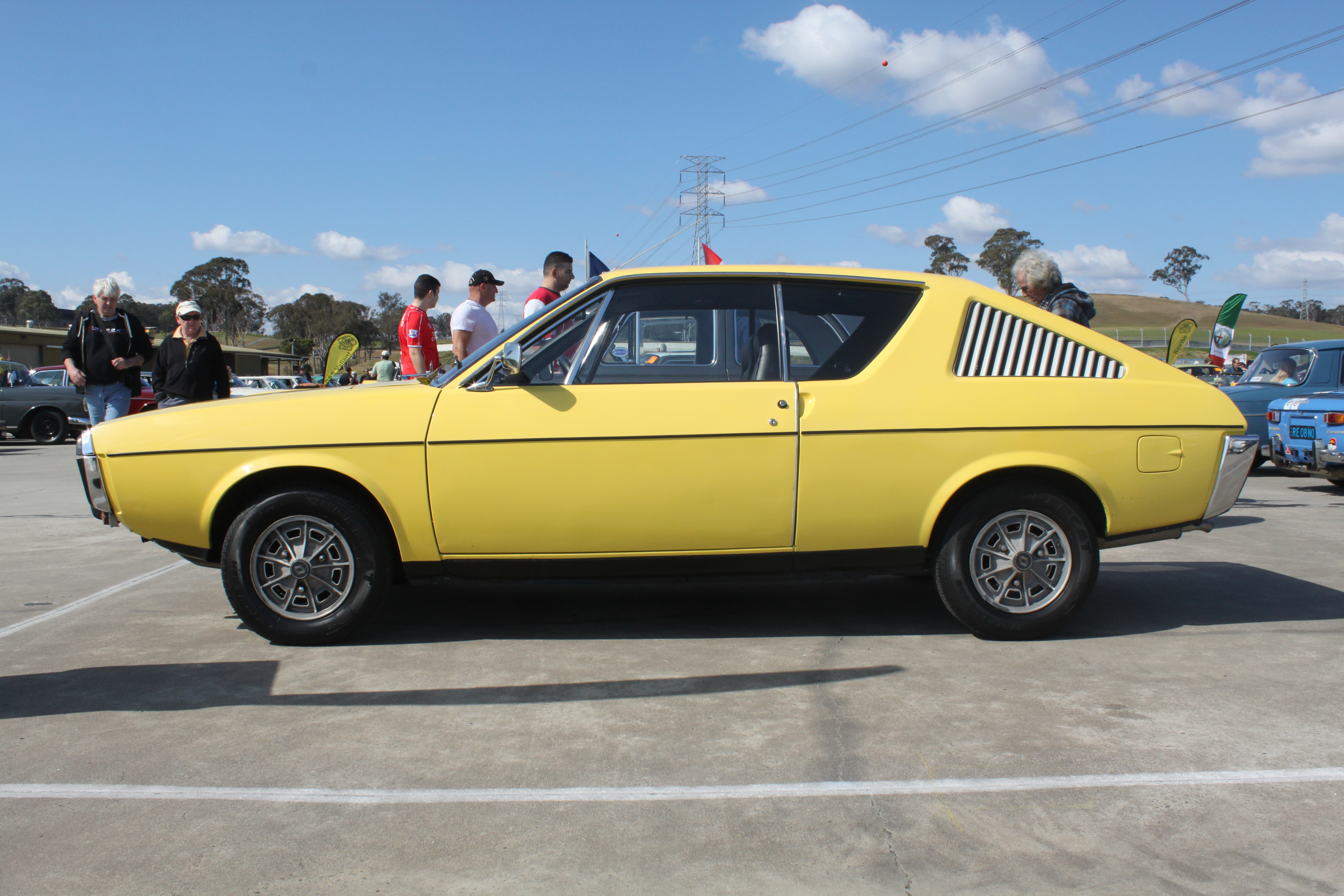
1976 رينو 17 جورديني

رينو 15 ورينو17 هما سيارتا كوبيه متشابهتان شكلا تم تصميمهما وصناعتهما من قِبَل المصنع الفرنسي رينو بين يوليو 1971 وأغسطس 1979. تم بيع أر17 في إيطاليا تحت اسم أر177 وذلك احتراما للمعتقدات السائدة كـرهاب العدد 13.
كانتا إصدارا ناجحا من رينو 12 كوبيه. كانت الاختلافات الملحوظة بين النموذجين الشكل الأمامي (تملك أر15 مصباحين أماميين مستطيلين، بينما تملك أر17 أربعة مصابيح أمامية مستديرة) كذلك النوافذ الجانبية نتباينة بوضوح.
تظهر أر 17 بمصابيح أمامية مستطيلة في بعض الأسواق بنموذج تي ال.
عرضت رينو 15/17 أول مرة في معرض باريس للسيارات أكتوبر 1971.

## الأسس
الهيكل ومعظم المعدات كالمحرك وغيرها جاءت من رينو12، سعة المحرك 1565 سي سي بقوة 108 حصان (79 كو; 107 حصان)محرك رينو كليون-ألو (Renault Cléon-Alu engine) وهو أكثر قوة في أر 17 تي أس وأر 17 جورديني نماذج المحرك مستمدة من رينو 16 تي أس.

## التسلسل الزمني
في معرض باريس للسيارات 1974 تم تغيير اسمها إلى رينو 17 تي أس ورينو17 جورديني حيث كان الاسم الجديد محاولة لملئ الفراغ بسبب توقف عن صنع رينو 12غورديني ولكن لا شيء بعد التصريحات.
كان هناك تغيير بسيط في شهر مارس 1976، في رينو 15 حيث استبدلت حافة الكروم بأخرى لها نفس لون الهيكل في الشباك الأمامي: تم توسيع المصابيح الأمامية حيت برزت أكثر إلى الأمام حيث تكاد تصل للحافة. تم إزالة شباك الكروم من رينو 17 وكذلك بالنسبة لكليهما فقد جعل المصد الأمامي من الكروم جزئيا منحني على الحواف إلى ما يقرب المنتصف حتى الشباك الأمامي.
بقيت رينو 15 ورينو 17 في الإنتاج حتى صيف 1979 عندما حلت محلها رينو فويجو.

## اختبار الأداء
اختبرت مجلة أتوكار البريطانية على نموذج رينو 15، 1289 سي سي في نوفمبر 1972، بعد فترة قصيرة من دخول النموذج للمملكة المتحدة. تصل سرعتها القصوى إلى (151 كم/ساعة) وتصل لـ (97 كم/ساعة) في (13.6 ثانية) حيث وضعت السيارة في ذيل القائمة مع السيارات المنافسة لها (المقارنة بها)، استهلاك الوقود الكلي أثناء الاختبار (8.9 لـ/ 100 كم). كان السعر الموصى به للسيارة من قِبَل المصنعيين 1,370 جنيها إسترلينيا حيث كان منخفضا قليلا في المملكة المتحدة أو مساويا له فوكسهال فيرينزا وفيات 128 كوبيه 1300 وفورد كابري كانت بسعر 1,123 جنيها إسترلينيا فهي السيارات المشابهة والمنتشرة على نطاق واسع في المملكة المتحدة في ذلك الوقت. يشير الاختبار إلى أن المشترين الذين يحتاجون للقوة والمزيد من القوة كانت متاحة في كلا الخياريين 15/17، وأن القوة بغض النظر موجودة في أر 15 تي أل التي «مزيج من التصميم الجذاب والتطوير الدقيق والراحة وكذلك مستوى عال من تجهيزات الأمان والسلامة».

## الأسواق العالمية

### أستراليا
تم تقديمها في أستراليا تدريجيا بدءا من مايو 1973 كانت أر 15 تي أس وأر 17 تي أل متوفرة مع أر 17 تي أس التي توفرت في وقت لاحق من نفس السنة. سيارة العام 1973 تضمنت مجموعة من الخصائص الفريد، المرايا على العصي وحواجب أشعة الشمس من رينو 12 المتطابقة مع أنظمة ("ADR"). حيث كان الواقي من أشعة الشمس الموجود في هذه النماذج متوفرا فقط في أستراليا. كما رُكِّبت لوحة أجهزة القياس «الشرفة» للحد من الوهج فقط في النسخ الموفرة في أستراليا، أمريكا الشمالية، إسكندنافيا. كانت مبيعات النماذج الأولى متدنية في أستراليا بسبب السعر المرتفع نسبيا، واستمرت حتى أواخر سنة 1974.
في أغسطس عام 1974 وصلت الـ17 تي اس (أر1317 مع 1605 سي سي) لأستراليا بالتزامن مع دخولها السوق الأوروبية نموذج العام 1974 من 15 تي اس و17 تي أل مع اختلاف في لوحة أجهزة القياس. في أوائل 1975 تم استبدال أر 17 تي أل بـ17 جورديني. كانت متوفرة بعد ذلك 15 تي أس و17 تي أل مع جورديني بنظام تعليق أمامي وأحزمة الأمان بالبكرة، زجاج معتم، ونظام للتحكم في الانبعاثات والأبخرة حسب المعايير من (ADR). تم تحديد ذلك من خلال علبة الكربون تحت غطاء المحرك، وإيقاف حشوة الأبواب للأبخرة وكذلك الحواف والمساند الجانبية. في عام 1976 تم تقديم آخر شحنة من نموذج 1975 حيث حصل ركود في المبيعات بسبب إدخال أنظمة مراقبة الانبعاثات (ADR 27A) في هذه المركبات وكذلك بسبب سعرها المرتفع، بيعت ببطئ حتى عام 1978.

## النموذج الرياضي
تخلى رينو عن خططه لخوض بطولة العالم للراليات التي كانت قد فازت بها عام 1973. بدلا من ذلك، طور نسخا عالية الأداء من الكوبيه 17 في مصانع جبال الألب التي تستخدم الكثير من أجزاء A110 للمشاركة في المنافسات الأوروبية «المختارة». كان محرك جورديني (two twin-choke Webers) ذو الصمامات الكبيرة وكذلك نظام الاستخراج للعادم. كان جسم السيارة خفيفا جدا، حيت احتوى على الأبواب المصنوعة من ألياف الزجاج، وغطاء المحرك، كذلك النوافذ المصنوعة من البلاستيك حيث يقول المصنع أنه تم تخفيف الوزن بنسبة 25 في المئة. حيث كانت سباقاتها الأشهر في بطولة العالم للراليات بالنسبة لـ"Press-on-Regardless" في الولايات المتحدة ولاية ميشيغان 1974. وكان الرالي في قسم الولايات المتحدة الأمريكية من بطولة العالم للراليات، كانت السيارة الفائزة في الرالي هي رينو 17 جورديني يقودها جين لوك ثيرير (Jean-Luc Thérier) وكريستيان ديفورير (Christian Deiferrer)، مع سيارة مماثلة حلت في المركز الثالث.

### انتصارات WRC
| الرقم. | الفئة                          | الموسم | السائق        | مساعد سائق       | السيارة         |
| ------ | ------------------------------ | ------ | ------------- | ---------------- | --------------- |
| 1      | 26th Press-on-Regardless Rally | 1974   | جين لوك ثيرير | كريستيان ديفورير | رينو 17 جورديني |

## إصدارات
| النموذج              | الرقم  | المحرك            | الوقود                    | الإزاحة | القوة                                | السرعة القصوى        | القوة على الوزن |
| -------------------- | ------ | ----------------- | ------------------------- | ------- | ------------------------------------ | -------------------- | --------------- |
| 15 تي أل 15 جي تي أل | أر1300 | نوع 810-10 810-05 | الوقود المحتوي على الرصاص | 1289 cc | 60 PS (44 كـو؛ 59 حصان) @ 5500 rpm   | 150 كم/س (93 ميل/س)  | 16.10 حصان/كغ   |
| 15 تي أس 17 تي أل    | أر1302 | نوع 807-10        | الوقود المحتوي على الرصاص | 1565 cc | 90 PS (66 كـو؛ 89 حصان) @ 5800 rpm   | 170 كم/س (106 ميل/س) | 11.17 حصان/كغ   |
| 17 تي أس 17 جورديني  | R1313  | نوع 807-12        | الوقود المحتوي على الرصاص | 1647 cc | 108 PS (79 كـو؛ 107 حصان) @ 6000 rpm | 180 كم/س (112 ميل/س) | 9.77 حصان/كغ    |